# Hexacola hexatoma
Hexacola hexatoma är en stekelart som först beskrevs av Hartig 1841.  Hexacola hexatoma ingår i släktet Hexacola och familjen glattsteklar. Arten är reproducerande i Sverige. Inga underarter finns listade i Catalogue of Life.